# Вакіта (Оклахома)
Вакіта (англ. Wakita) — місто (англ. town) в США, в окрузі Грант штату Оклахома. Населення — 311 особа (2020).

## Географія
Вакіта розташована за координатами 36°52′54″ пн. ш. 97°55′26″ зх. д. / 36.88167° пн. ш. 97.92389° зх. д. (36.881706, -97.923766).  За даними Бюро перепису населення США в 2010 році місто мало площу 0,85 км², уся площа — суходіл.

## Демографія
Згідно з переписом 2010 року, у місті мешкали 344 особи в 156 домогосподарствах у складі 79 родин. Густота населення становила 406 осіб/км².  Було 208 помешкань (246/км²).
Расовий склад населення:
| - 93,9 % — білих - 1,2 % — чорних або афроамериканців - 0,6 % — корінних американців |

До двох чи більше рас належало 4,4 %. Частка іспаномовних становила 0,6 % від усіх жителів.
За віковим діапазоном населення розподілялося таким чином: 16,3 % — особи молодші 18 років, 54,0 % — особи у віці 18—64 років, 29,7 % — особи у віці 65 років та старші. Медіана віку мешканця становила 51,1 року. На 100 осіб жіночої статі у місті припадало 88,0 чоловіків;  на 100 жінок у віці від 18 років та старших — 83,4 чоловіків також старших 18 років.
Середній дохід на одне домашнє господарство  становив 46 362 долари США (медіана — 43 125), а середній дохід на одну сім'ю — 52 243 долари (медіана — 46 563). Медіана доходів становила 37 273 долари для чоловіків та 31 250 доларів для жінок. За межею бідності перебувало 4,3 % осіб, у тому числі 0,0 % дітей у віці до 18 років та 7,6 % осіб у віці 65 років та старших.
Цивільне працевлаштоване населення становило 144 особи. Основні галузі зайнятості: освіта, охорона здоров'я та соціальна допомога — 29,9 %, сільське господарство, лісництво, риболовля — 26,4 %, будівництво — 19,4 %.